# Peklo (Třemošnice)
Peklo je dnes převážně rekreační chatová osada v údolí Zlatého potoka nalézající se asi dva km východně od městečka Třemošnice. Rekreační chaty se rozkládají v okolí rybníka Dolní Peklo.
Katastrálně patří do katastrálního území obce Starý Dvůr.